# Takayuki Yokoyama
Takayuki Yokoyama (jap. 横山 貴之 Yokoyama Takayuki; ur. 22 grudnia 1972) – japoński piłkarz występujący na pozycji napastnika.

## Kariera klubowa
Od 1995 do 2003 roku występował w klubach Cerezo Osaka, Shimizu S-Pulse i Sagawa Express Osaka.